# Parrocchia di Morehouse
La parrocchia di Morehouse (in inglese Morehouse Parish) è una parrocchia dello Stato della Louisiana, negli Stati Uniti. La popolazione al censimento del 2000 era di 31 021 abitanti. Il capoluogo è Bastrop.
La parrocchia (in Louisiana le parrocchie costituiscono un livello amministrativo equivalente a quello delle contee degli altri stati degli USA) fu creata nel 1844.